# Mychèle Abraham
Mychèle Abraham est une animatrice française d'émissions musicales radiophoniques sur l'antenne d'Europe 1 dans les années 1970-1980, morte le 30 décembre 2017.

## Biographie
Elle présentait notamment l'émission Chlorophylle consacrée au rock, mais aussi Rock-à-Mymy et Parano. Elle a lancé la carrière de quelques artistes français comme Jean-Louis Murat, Jean-Patrick Capdevielle ou William Sheller. Elle a aussi écrit une biographie du groupe de hard rock français Trust dont elle était fan. Elle a ensuite épousé Alain Lévy, patron d'une grande maison de disque.

## Publications
- Mychèle Abraham (dir.), Patrick Coutin et Jacques Vassal, Trust, FeniXX, 168 p. (ISBN 9782402280969)